# Abby Ryder Fortson
Abby Ryder Fortson (* 14. März 2008 in Burbank, Kalifornien) ist eine US-amerikanische Schauspielerin. Bekannt wurde sie durch ihre Mitwirkung im Film Ant-Man sowie in den Fernsehserien Transparent und Togetherness.

## Leben
Abby Ryder Fortson wurde im März 2008 als Tochter der Schauspieler Christie Lynn Smith und John Fortson geboren. Ihre Karriere begann sie 2012 mit Werbespots für verschiedene Konzerne und Marken wie beispielsweise Toyota, Chevrolet und Netflix.
Ihr Fernsehdebüt als Schauspielerin hatte sie im Jahr 2013 in einer Episode der Comedyserie The Mindy Project des US-Fernsehsenders Fox. 2014 wurde sie für die wiederkehrende Nebenrolle der Ella Novak in der von Amazon produzierten Serie Transparent engagiert. Im Jahr 2015 war sie in der Marvel-Comicverfilmung Ant-Man als Scott Langs (Paul Rudd) Tochter Cassandra Lang zu sehen. Des Weiteren übernahm sie in der ABC-Science-Fiction-Serie The Whispers die Rolle der Harper Weil. Zudem spielte sie eine Nebenrolle in der HBO-Dramedyserie Togetherness als Sophie, der Tochter von Mark Duplass’ und Melanie Lynskeys Serienfiguren Brett Pierson und Michelle Pierson.
Im Jahr 2018 ist sie neben Alex Roe, Jessica Rothe und John Benjamin Hickey im Spielfilm Forever My Girl als Billy sowie in Ant-Man and the Wasp erneut in ihrer Rolle als Cassie Lang zu sehen.

## Filmografie (Auswahl)
- 2013: The Mindy Project (Fernsehserie, Episode 2x07)
- 2014: Playing It Cool
- 2014: Transparent (Fernsehserie, 7 Episoden)
- 2015: Ant-Man
- 2015: The Whispers (Fernsehserie, 6 Episoden)
- 2015–2016: Togetherness (Fernsehserie, 10 Episoden)
- 2016: Miles von Morgen (Fernsehserie, Stimme in Episode 2x03)
- 2016: Albert (Fernsehfilm, Stimme)
- 2017: Forever My Girl
- 2018: Ant-Man and the Wasp
- 2019: Bailey – Ein Hund kehrt zurück (A Dog's Journey)
- 2019: T.O.T.S. (Fernsehserie, Episode 1x06, Stimme)
- 2020: Tales from the Loop (Fernsehserie, 2 Episoden)
- 2023: Are You There God? It’s Me, Margaret.
- 2024: Griffin in Summer